# Ance Féas
Ance Féas é uma comuna francesa na região administrativa da Nova Aquitânia, no departamento dos Pirenéus Atlânticos. Estende-se por uma área de 23.83 km². Em 2010 a comuna tinha 629 habitantes (densidade: 26,4 hab./km²).
Foi criada em 1 de janeiro de 2017, após a fusão das antigas comunas de Féas e Ance.